# Catherine Joly
Catherine Joly est une pianiste classique française, née à Belfort.

## Biographie
Après un premier prix de piano obtenu à l'âge de 15 ans à l'unanimité au conservatoire de Nancy, Catherine Joly entre au Conservatoire national supérieur de musique et de danse de Paris dans la classe de Lucette Descaves, puis de Reine Gianoli. Elle obtient un Premier Prix de piano et un Premier Prix de Musique de chambre. Elle travaille aussi notamment avec Jean Hubeau et Annie d'Arco. Elle obtient aussi le Diplôme de concertiste de l'École Normale de Musique de Paris.:/
Catherine Joly est soliste à Radio-France à partir de 1978, et aux fondations Cziffra et Menuhin à partir de 1981. Elle se produit en soliste et en ensemble de chambre en France et à l'étranger (Suisse, Allemagne). Parmi les lieux où elle est invitée, le Festival Estival de Paris, le Mai Musical de Bordeaux, le Festival International de musique de Besançon.

## Prix et récompenses
- Épinal (1975)
- UFAM (Paris, 1978), 1er Grand Prix de Musique de Chambre (1979)
- Viotti de Vercelli (Italie, 1979)
- Mai Musical de Bordeaux (1980)
- Médaille d'Argent Maria Canals de Barcelone (1980)
- 2e Grand Prix et Prix spécial de l'Institut français de Barcelone
- Lauréate de la fondation de France
- Lauréate avec distinction du 35e Concours international Busoni à Bolzano

## Choix d'enregistrements
- Reynaldo Hahn : Premières valses; Le Rossignol Éperdu, éd. Accord
- Vincent d'Indy : Grande Sonate en mi, op. 63 ; Helvetia, 3 valses, op.17, éd. Cybelia, CY 707

. .  Stephen Heller : Œuvres pour piano, éd. Accord

## Sources
- Site officiel
- Textes de présentation des disques Reynaldo Hahn et Vincent d'Indy